# Чамьюва

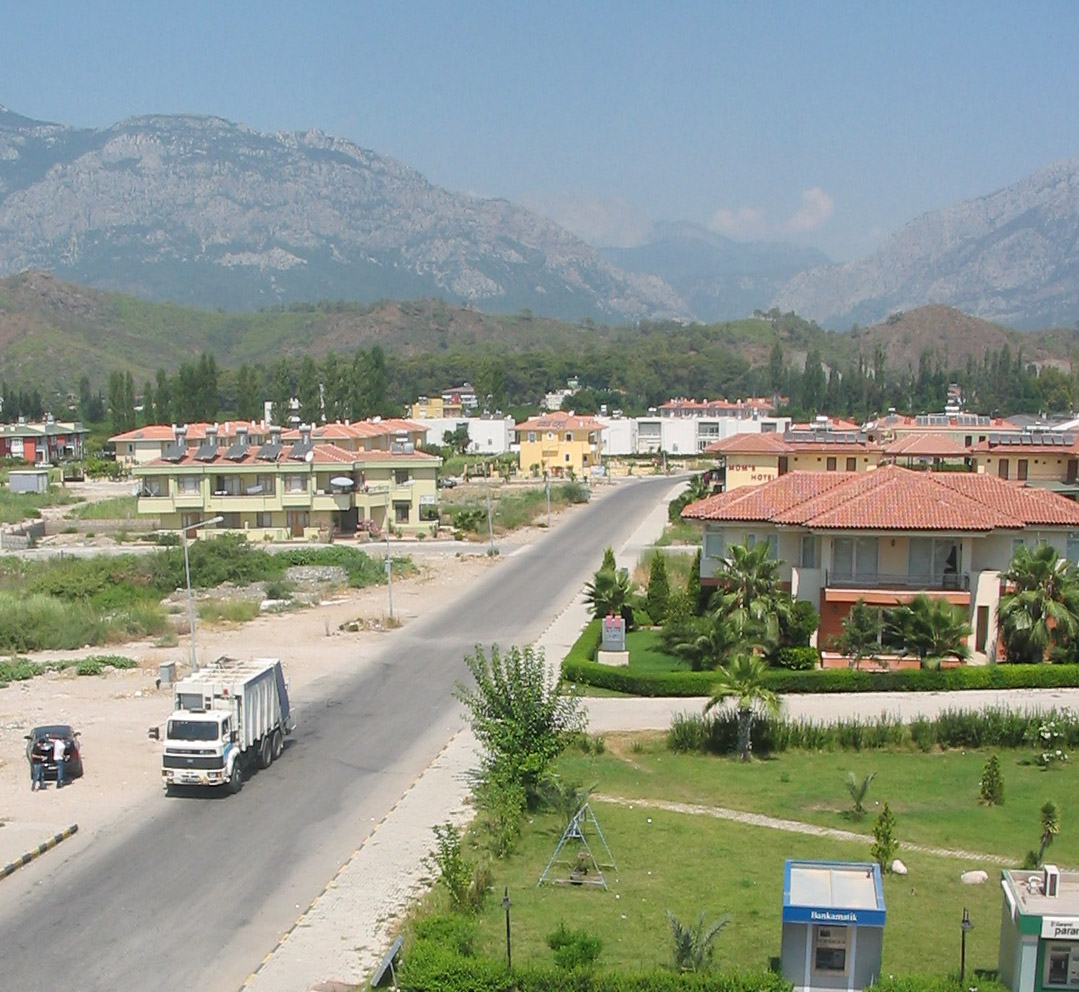
Посёлок Чамьюва

Ча́мьюва (тур. Çamyuva) — посёлок в Турции, расположенный в 10 километрах к югу от Кемера и примерно в 60 километрах от Анталии. Международный курорт. В переводе с турецкого языка название означает «Сосновое гнездо».
Посёлок расположен на берегу Средиземного моря, его окружают горы Тавр. Основная растительность — пальмы, олеандры, апельсиновые деревья.
Ещё в начале 1990-х на месте посёлка был хутор, вокруг которого росли рощи с апельсинами, мандаринами и лимонами. Благодаря прекрасному расположению, мягкому климату и разнообразному ландшафту, здесь начал развиваться туризм. Была построена необходимая инфраструктура: отели, пансионы и дачные клубы, а также пляжи. Сейчас посёлок условно делится на 2 зоны: курортную и жилую.
1. ↑  https://data.tuik.gov.tr/Bulten/Index?p=Adrese-Dayali-Nufus-Kayit-Sistemi-Sonuclari-2021-45500